# Захарија Прибислављевић
Захарија Прибислављевић (Првослављевић) је био српски владар који је, вероватно са словенском титулом кнеза, владао Србијом током треће деценије X века. Почео је владати 920/921. године, или 923/924. године, а владао је до 923/924. године, или до 926/927. Припадао је владарској породици, која је Србе довела на Балканско полуострво, а коју историчари већином зову Властимировићи. Постоје и једва приметни покушаји да се владарска породица према земљи порекла назове Лужичка династија. Захарија (Ζαχαρίας) је постао владар, када га је Симеон Велики (893—927) послао да протера Павла Брановића, претходног владара Србије. После три године владавине, Захарије је почео подржавати Византију, а Симеон је послао војску са кнежевићем Чаславом Клонимировићем да смени са власти Захарија. Захарије је побегао у Хрватску и ту нестају писане вести о њему.

## О времену владавине
Историчари нису сагласни када је у Србији са власти смењен Павле Брановић, а владар постао Захарије. До спора долази, првенствено, због две различите претпоставке о дужини владавине Павла Брановића. О дужини те владавине Константин VII Порфирогенит написао је: „ … дође Павле, син Брана, и владаше три године. Господин цар Роман имаше пак у граду кнежевића Захарију, сина Прибислава, кнеза Србије, и пошаље га да по стане кнез у Србији. Али кад овај пође и зарати, буде побеђен од Павла. Тај га ухвати и преда Бугарима, па га држаху окованог. Затим, после три године, пошто Павле заузме непријатељски став према Бугарима, пошаље (Симеон) Захарију, кога прво беше послао господин цар Роман, па Захарија отера Павла и сам преузме власт над Србима.“ Суштина спора се води око тога да ли је спомињући прво: „ … дође Павле, син Брана, и владаше три године.“ писац мислио на апсолутну дужину владавине Павла Брановића, или релативни део владавине до неуспелог покушаја Захарија да смени, уз помоћ Византије, сродника са места владара Србије. Није јасно да ли треба сабрати два пута споменуте три године владавине, или се други пут само понавља да је укупно владао три године.
Због тога неки историчари мисле да је Павле владао три, а други мисле да је владао шест година. Додатну нејасноћу ствара одређивање почетка владавине Павла Брановића, то јест да ли је почео да влада у другој половини 917. или 918. године.
Због свега тога различити историчари стављају почетак владавине Захарија у 920/921. godinu,922. годину, или у 923. За крај владавине Захарија историчари обично бирају 924. или 926. Пример оних који су изабрали 924. годину може бити Г. А. Острогорски, а представник оних који мисле да је то било 926. године може бити Т. Живковић.
Без јединственог решења, може се закључити, Захарије је владао Србијом три године, али није јасно када између 920. и 927.

## Порекло и породица
Захарија је био син кнеза Прибислава (Првослава), најстаријег сина и наследника кнеза Мутимира, који је био најстарији син кнеза Властимира. Након смрти Захаријевог деде, власт у Србији преузео је његов отац, према праву првородства, али после годину дана владавине, од око 891. године, до око 892. године, њега је срушио са власти Петар Гојниковић, који је дошао из Хрватске. Прибислав је са браћом, према наводима цара Константина Порфирогенита (913—959), побегао у Хрватску, али има историчара који изражавају сумњу у ово. Они сматрају да је дошло до грешке у писању и да су они заправо побегли у Бугарску.

## Владавина
Бугарско-византијски сукоби почетком X века, утицали су и на политичке прилике у тадашњој Србији. Бугарски цар Симеон Велики је збацио 917/918. године свог кума Петра Гојниковића са власти, због његових наводних веза са Византијом и на његово место поставио Павла Брановића, у покушају да осигура свој утицај у Србији. Византијски цар Роман Лакапин (920—944) је послао, према неким мишљењима 921. године, војску предвођену Захаријом Прибислављевићем, Павловим братом од стрица и сином Мутимировог најстаријег сина и наследника Прибислава да свргну Павла са власти. У борбама које су уследиле, Захаријине трупе су поражене, заробљен и послан у Бугарску, као заробљеник.
Међутим, политичке прилике на Балкану, навеле су Павла да промени своју политику и приближи се Византији. Овај његов потез, приморао је Симеона да поново војно интервенише у Србији и поново изврши промену на српском престолу. На челу бугарске војске, он је 921/924. године послао, некадашњег византијског штићеника, Захарију, који се налазио у бугарској тамници. Није познато да ли је до борбе уопште дошло, али је извесно да је Захарија успео да преузео власт, док даља Павлова судбина није позната.
Иако је на власт дошао подршком бугарског цара, Захарија је брзо прешао на страну Византије и признао врховну власт византијског цара. Овај његов потез је изазвао Симеонову реакцију, тако да је он 922/924. године послао против Захарија војску предвођену Марменом и Теодором Сигрицом. Њихов циљ био је да трајно заузму Србију, пошто се не помиње да су са собом водили неког од српских принчева, као што је то био случај у претходним бугарским походима, када су само збацивани нелојални кнежеви. Међутим, бугарске снаге су поражене, а Захарија је главе и оружје двојице бугарских војсковођа послао у Цариград, као ратне трофеје.
Нови бугарски поход уследио је 924. године, или 926, а уз војску је Симеон послао и Часлава, Клонимировог сина и Захаријиног брата од стрица.
Захарија је пред Бугарима побегао у Хрватску не упуштајући се у борбу, након чега су бугарске војсковође позвале српске жупане да дођу и признају Часлава за новог кнеза. Када су се жупани појавили, Бугари су их све похватали, након чега су упали у Србију и опустошили је, а жупане су са Чаславом одвели у Бугарску. Даља Захаријина судбина није позната, пошто се он више не јавља у историјским изворима.
У време Захаријиног бега у Хрватску око 924. године, забележен је нагли успон хрватске државе, а обично се наводи да је Константин VII Порфирогенит писао да се у Хрватској "уливала и ширила" војска величине до 60 хиљада коњаника и до 100 хиљада пешака, али постоји могућност да је превод био погрешан и да у Де администрандо империо пише до 3.000 коњаника и до 40.000 пешадинаца. Такође, уследио је и потпуни пораз Бугара, који су напали Хрватску, можда у Босни. Сасвим је рационално ово нагло јачање хрватске државе око 925. године, и потпуни пораз Бугара 926. или почетком 927. године, приписати Захарији и његовим одбеглим војницима.
Захаријева Србија, а вероватно и она коју је обновио Часлав 927. (или после), имала је западну границу можда на горњој Уни код Срба, а у Србији је био подручје јужно од Саве са Мачвом. Постоји процена да је тада Србија имала војску која је бројала око 27.000 мушкараца, а површину између 70.000 и 80.000 километара квадратних и око 500.000 становника. Претпоставка о спајању војске кнеза Захарија, првенствено коњице Србије, са војском Томиславове Хрватске објашњава како су поражени Мађари и Славонија припојена Томиславовој Хрватској (924. или 925), а иста спојена војска је потпуно поразила војску Бугара цара Симеона вероватно почетком 927. године приморала његовог наследника цара Петара I (927—969) да допусти Чаславу да обнови самосталну државу Срба.

## Породично стабло
|  |                            |  |  |  |  |  |  |  |  |  |  |  |  |  |  |  |
|  | 2. Прибислав Мутимировић   |  |  |  |  |  |  |  |  |  |  |  |  |  |  |  |
|  |                            |  |  |  |  |  |  |  |  |  |  |  |  |  |  |  |
|  |                            |  |  |  |  |  |  |  |  |  |  |  |  |  |  |  |
|  | 1. Захарија Прибислављевић |  |  |  |  |  |  |  |  |  |  |  |  |  |  |  |
|  |                            |  |  |  |  |  |  |  |  |  |  |  |  |  |  |  |
|  |                            |  |  |  |  |  |  |  |  |  |  |  |  |  |  |  |
|  | 3.                         |  |  |  |  |  |  |  |  |  |  |  |  |  |  |  |
|  |                            |  |  |  |  |  |  |  |  |  |  |  |  |  |  |  |
|  |                            |  |  |  |  |  |  |  |  |  |  |  |  |  |  |  |

## Извори и литература

### Викизворник
- Константин Порфирогенит, „De administrando Imperio“ (О управљању Царством) (глава 32)